# Tysklandsbiljetten

Officiell logotyp

Tysklandsbiljetten (tyska: Deutschlandticket), även känd som 49-euro-biljetten, är en biljett för all lokal kollektivtrafik och gäller i hela Tyskland. Regeringen Scholz införde den i maj 2023 som en permanent ersättning för 9-euro-biljetten som erbjudits sommaren 2022. Den tyska federationen och delstaterna delar på finansieringen på ca 17 miljarder kronor per år fram till 2025.

## Giltighet
Biljetten är giltig på alla lokala och regionala bussar, spårvagnar, tunnelbanor samt lokala och regionala tåg i hela Tyskland. Den gäller inte för långdistanståg, exempelvis Intercity Express och EuroCity/EuroNight, eller på långdistansbussar, exempelvis de från Flixbus.
Biljetten är enbart giltig för resor i andra klass. Barn under 6 år reser gratis, men äldre barn behöver en egen biljett. Transport av exempelvis djur och cyklar inkluderas ej i de fall det hade behövts en separat biljett.
Den köps av Deutsche Bahn eller valfritt lokaltrafikbolag. För svenskar rekommenderas inte riktigt Deutsche Bahns app, eftersom enda betalningssättet är SEPA autogiro vilket fungerar bra inom eurozonen men inte utan vidare mot svenska bankkonton. Hos vissa lokaltrafikbolag kan man betala med kort istället.
Tysklandsbiljetten är en prenumeration, som måste sägas upp om man inte vill fortsätta ha den för fler månader.